# Fred Neil
Fred Neil (16 de Março de 1936 – 7 de  julho de 2001) foi um cantor e compositor de blues e folk dos Estados Unidos, cuja carreira desenvolveu-se entre os anos 1960 e os 1970, quando ele abandonou a indústria da música. Neil é compositor de sucessos como "Candy Man" (lado B de "Crying", de Roy Orbison), e "Everybody's Talkin'" (Harry Nilsson), bem como "A Little Bit Of Rain" e "The Other Side of This Life", mais conhecida na versão da banda Jefferson Airplane.

## Biografia
Nascido em Cleveland, Ohio, e criado em St. Petersburg, Florida, Neil foi um dos cantores-compositores que trabalharam  no Brill Building. Ele é frequentemente reconhecido como um dos pioneiros do folk rock. Entre seus predecessores mais proeminentes estão Tim Buckley, Stephen Stills, David Crosby e Joni Mitchell; seus discípulos mais citados são Karen Dalton, Tim Hardin, Dino Valenti, Vince Martin, Peter Stampfel da The Holy Modal Rounders, John Sebastian (da The Lovin' Spoonful), Jerry Jeff Walker e Paul Kantner (da Jefferson Airplane). Algumas das primeiras composições de Neil foram gravadas por Buddy Holly e Roy Orbison. Enquanto compunha no Brill Building para outros artistas, Neil também gravou como artista solo, por diferentes selos, seis singles que tendiam ao pop e ao rock. Amplamente conhecido e admirado nos círculos do folk, ele ganhou maior reconhecimento em 1969, quando a gravação de Nilsson "Everybody's Talkin'" foi incluída na trilha sonora do filme Perdidos na Noite, tornou-se um hit e ganhou um Grammy Award.
No obituário de Fred Neil na Rolling Stone, o jornalista Anthony DeCurtis escreveu: "Então por que Neil é um herói para David Crosby? Porque lá atrás, quando Crosby era um 'folkie' aspirante que havia acabado de chegar em Nova York, Neil se incomodou em demonstrar interesse nele, assim como ele fez pelo jovem Bob Dylan, que acompanhava Neil na harmonica no Cafe Wha?, no Greenwich Village. 'Ele me ensinou que tudo era música', disse Crosby."
Em suas memórias, Richie Havens destacou as habilidades de Neil e seu então parceiro Vince Martin de encararem a plateia sem microfones, prenderem sua atenção e fazê-los acompanhar nas palmas apostando apenas em suas capacidades vocais.
Seu primeiro LP, Tear Down The Walls (1965), foi gravada num duo com Martin. Entre 1965 e 1966, Neil juntou-se em diversas apresentações ao vivo aos Seventh Sons, trio liderado por Buzzy Linhart na guitarra.
Os álbuns mais populares de Neil são Bleecker & MacDougal (originalmente lançado pela Elektra Records em 1965 e relançado em 1970 como A Little Bit of Rain) e Fred Neil (lançado em 1966 e relançado em 1969 como Everybody's Talkin'), gravado durante suas estadias em Greenwich Village e Coconut Grove (Miami, Florida), respectivamente(para registro, uma sessão ocorreu em Los Angeles).
Interessado em golfinhos desde os anos 1960, quando começou a visitar o Miami Seaquarium com Ric O’Barry, Neil fundou em 1970 o "The Dolphin Research Project", uma organização dedicada (segundo o próprio Neil) a "interromper a captura, o tráfico e a exploração dos golfinhos ao redor do mundo. Cada vez mais atrás desse objetivo, Neil gradualmente desapareceu dos estúdios de gravação e dos palcos.

## Gravações dos anos 1970
Muitas das gravações de Neil nos anos 1970 permanecem inéditas, incluindo uma sessão de 1973 com John Cipollina, guitarrista da Quicksilver Messenger Service. Ric O'Barry afirmou em entrevista para o site não oficial de Fred Neil [ligação inativa] que dois álbuns gravados entre 1977 e 1978 - cada um incluindo aproximadamente 10 covers, não originais - foram enterrados pela Columbia Records. Na primeira dessas gravações, nas sessões produzidas em Miami pelo próprio O'Barry, Neil foi acompanhado por Pete Childs no violão, John Sebastian na harpa, e Harvey Brooks no contrabaixo. O segundo álbum foi arranjado com mais complexidade, com Neil acompanhado pela banda Stuff e velhos amigos como Slick Aguilar. As canções desses dois álbuns foram escritas por Bobby Charles, Billy Roberts (compositor de "Hey Joe"), John Braheny and Bobby Ingram.

## Performances ao vivo nos anos 1970
Após tocar com Stephen Stills no Madison Square Garden em 1970, Neil deu início a uma longa aposentadoria, tocando em público praticamente apenas em festivais em prol do projeto dos golfinhos em Coconut Grove.
Uma apresentação ao vivo aconteceu em 1975 no Festival de Jazz de Montreux, quando Neil apresentou-se com John Sebastian na harpa, Harvey Brooks no baixo e Pete Childs no violão. Michael Lang, um dos organizadores do Festival de Woodstock em 1969 e um dos agitadores culturais de Coconut Grove, fracassou na tentativa de lançar essa apresentação em um LP ao vivo.  Suas últimas performances públicas foram em 1981 em um concerto ao ar livre no Old Grove Pub em Coconut Grove, onde acompanhou Buzzy Linhart em uma música e permaneceu no palco pelo resto da apresentação.

## Fim da vida e morte
Neil deixou Woodstock nos anos 1970 e viveu suas últimas décadas nas praias do sul da Florida, envolvido no projeto dos golfinhos.
Ele morreu de causas naturais em 2001.

## Discografia
- 1964: Hootenanny Live at the Bitter End (FM)
- 1964: World of Folk Music (FM)
- 1965: Bleecker & MacDougal (Elektra)
- 1966: Fred Neil (Capitol)
- 1967: Sessions (Capitol)
- 1969: Everybody's Talkin' (Capitol)
- 1970: Little Bit of Rain (Elektra)
- 1971: The Other Side of This Life (Capitol)
- 1986: The Very Best of Fred Neil (See for Miles)
- 1999: The Many Sides of Fred Neil (Collectors' Choice Music)
- 1999: Everybody's Talkin'/Other Side of This Life (Vivid Sound)
- 2001: Tear Down the Walls/Bleecker & MacDougal (Elektra)
- 2003: Do You Ever Think of Me? (Rev-Ola)
- 2004: The Sky Is Falling: The Complete Live Recordings 1965-1971 (Rev-Ola)
- 2005: Echoes of My Mind: The Best of 1963-1971 (Raven)
- 2008: Trav'lin Man: The Early Singles (Fallout)[2]

## Seleção de gravações de músicas de Neil por outros artistas
- "Candy Man" – Roy Orbison (1961), Dion (1965)
- "Everybody's Talkin'" – Harry Nilsson (1969), Emmylou Harris (1969), Neil Diamond (1969), Roger Miller (1970), B. J. Thomas (1972), Crosby, Stills, and Nash (1972±), Willie Nelson (1976±), Harold Melvin & The Blue Notes (1977), Rubber Rodeo (1986), The Beautiful South (1992), Zé Ramalho (1992),  Stephen Stills (1991), Jimmy Buffett (2003), Julio Iglesias (2006),  Madeleine Peyroux (2006), Jesse Malin (2008) eLouis Armstrong
- "Ba-di-da" – Mark Lanegan (1999), Chris Brokaw (2003)
- "Little Bit of Rain" – Judy Henske (1965), Harry Belafonte (1965), Stone Poneys (1967), José Feliciano (1968), Karen Dalton (1969), Sandy Denny (1973), Arto Lindsay & The Ambitious Lovers (1990), Eric Andersen (2004)
- "Tear Down the Walls" – Vince Martin and Fred Neil (1964), Judy Collins (1964), Joe and Eddie (1965)
- "The Dolphins" – Dion (1968), Al Wilson (1968), Linda Ronstadt (1969), Harry Belafonte (1970), It's a Beautiful Day (1970), The Youngbloods (1971), Tim Buckley (1973),  Eddi Reader (1989), Billy Bragg (1991), Aztec Camera (1992), Richie Havens (1993), The The (1993), Beth Orton (1997), Jerry Jeff Walker (1998), The Black Crowes (2009)
- "Green Rocky Road" – Dave Van Ronk (1973), Felix Pappalardi com The Creation (1976), Blue Orchids (2005), Karen Dalton, Donovan, Tim Hardin, Department of Eagles (2009)
- "The Other Side of This Life" – Chad Mitchell Trio (1965) The Lovin' Spoonful (1965), Gram Parsons (1965), Peter, Paul and Mary (1966), The Animals (1966), The Youngbloods (1967), Jefferson Airplane (1969), Karen Dalton (1969), Eric Andersen (2002)
- "Country Boy & Bleecker Street" – H. P. Lovecraft (1967)
- "That's the Bag I'm In" – Gram Parsons (1966), H. P. Lovecraft (1967), The Fabs (1966)
- "Blues on the Ceiling" – The Bintangs (1967±), Karen Dalton (1969), Tim Hardin (1974)
- "Wild Child in a World of Trouble" – Vince Martin e Fred Neil (1964); Tom Rush (1970)